# Atabey, Azerbajdzjan
Atabey (ryska: Атабек) är en ort i Azerbajdzjan.   Den ligger i distriktet Şəmkir Rayonu, i den västra delen av landet, 300 kilometer väster om huvudstaden Baku. Atabey ligger 1 373 meter över havet och antalet invånare är 654.
Terrängen runt Atabey är lite bergig. Närmaste större samhälle är Shamkhor, 18,6 kilometer nordost om Atabey. 
Trakten runt Atabey består till största delen av jordbruksmark. Runt Atabey är det ganska tätbefolkat, med 100 invånare per kvadratkilometer.